# 禾秆金星蕨
禾秆金星蕨（学名：Parathelypteris japonica var. musashiensis）为金星蕨科金星蕨属下的一个变种。

## 扩展阅读
- 維基物種上的相關：禾秆金星蕨